# Élections législatives françaises de 1871
Les élections législatives de 1871 ont eu lieu le 8 février. Elles ont élu l'Assemblée nationale, chambre unique du parlement français, en application de la convention d'armistice signée entre la France et l'Allemagne le 28 janvier.
Ces élections se sont déroulées au scrutin de liste majoritaire départemental à un tour, en reprenant l'essentiel des dispositions de la loi électorale du 15 mars 1849 alors que les députés du Second Empire étaient élus au scrutin uninominal à deux tours. Le Gouvernement de la Défense nationale, républicain, décida d'organiser les élections au chef-lieu de canton et non dans la commune pour tenter de maximiser l'abstention dans les espaces ruraux marqués par une surreprésentation du vote conservateur.
Les candidatures multiples sont autorisées : un même candidat peut se présenter dans plusieurs départements différents.
Ce scrutin donne une majorité conservatrice à l'assemblée nationale avec les orléanistes, qui détiennent 214 sièges, et les légitimistes, qui détiennent 182 sièges. L'alliance entre ces deux partis donne une majorité royaliste de 396 députés sur 638, qui débouche sur un projet de restauration de la monarchie avec le comte de Chambord sur le trône. En attendant l'acceptation du projet par le prétendant, les républicains modérés forment un gouvernement provisoire avec les conservateurs, présidé par Jules Dufaure.

## Contexte historique
L'armée française ayant été battue à la suite de la bataille de Sedan, le pays est occupé par les troupes du nouvel Empire allemand, proclamé en janvier 1871. Les élections sont organisées à sa demande alors que 43 départements étaient occupés par l'armée allemande, qui y interdisait les réunions ; 372 000 soldats français étaient encore retenus en détention en Allemagne et que plusieurs milliers de réfugiés français n'avaient pas encore pu regagner leur domicile. Même en zone non occupée, l'état de siège prévaut dans de nombreux départements et rend possible la suspension de la liberté de la presse et de la liberté de réunion. Aux élections de 1876, quatre départements sont toujours sous état de siège. La campagne oppose principalement deux camps, les républicains d'une part et les monarchistes d'autre part.

### Différents partis en présence

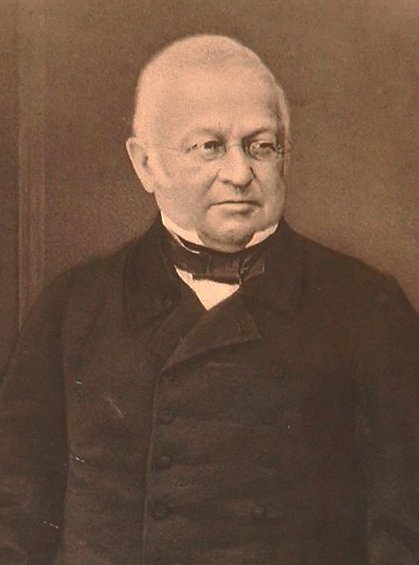
Adolphe Thiers, tenant d'un républicanisme modéré et conservateur, prend ouvertement position pour la paix avec la Prusse.

Les républicains, s'ils sont d'accord sur la question de l'instauration d'un nouveau régime de démocratie représentative, sont en revanche profondément divisés quant à l'attitude à adopter vis-à-vis de l'ennemi allemand. Le principal enjeu de ces élections n'est plus en effet la nature institutionnelle du régime mais bien l'acceptation ou le rejet de la paix avec l'Allemagne.
Les républicains modérés, avec parmi eux le très influent Adolphe Thiers, sont favorables à la paix avec l’Allemagne, mais les républicains radicaux, rassemblés autour de Léon Gambetta, souhaitent poursuivre la guerre.
Les monarchistes sont divisés entre bonapartistes, alors marginalisés par la chute du Second Empire, et royalistes, eux-mêmes divisés entre légitimistes et orléanistes. Les légitimistes sont les plus conservateurs : partisans du comte de Chambord, ils sont pour la restauration de la branche aînée et sont à ce titre symboliquement attachés au drapeau blanc. Les orléanistes, favorables au comte de Paris, descendant du roi Louis-Philippe, sont plus modérés : acquis à la cause du parlementarisme, ils souhaitent l'instauration d'une monarchie constitutionnelle libérale dans laquelle le roi conserverait un rôle politique déterminant, acceptent les principes issus de la Révolution française et reconnaissent à ce titre le drapeau tricolore. Malgré cette division, les monarchistes « s'organisèrent efficacement » en constituant de larges listes unis « sur le thème de la paix, l’hostilité à Gambetta et la préservation des libertés ».

### Aucune campagne électorale

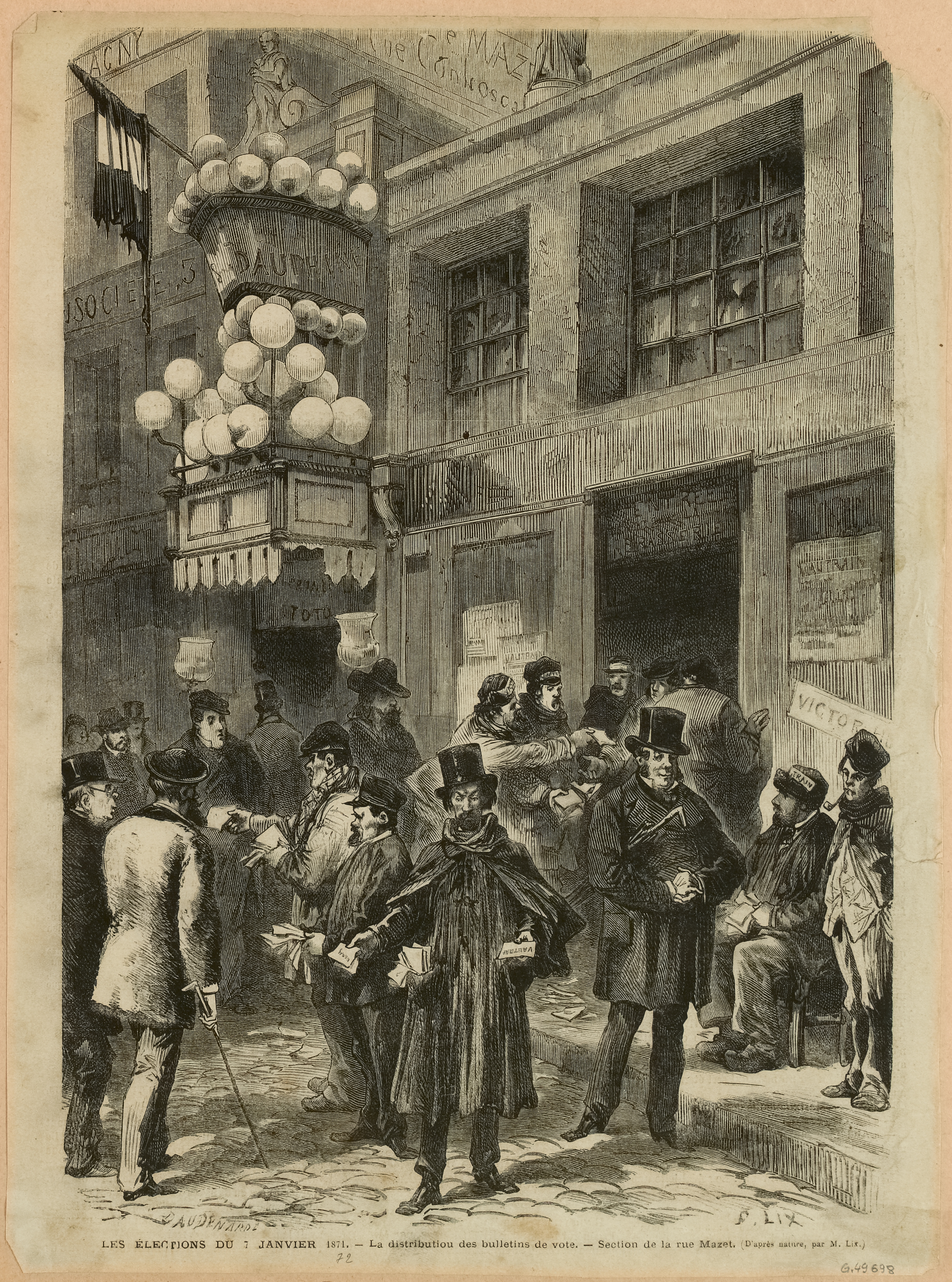
Distribution des bulletins de vote, section de la rue André-Mazet à Paris, 1871. Gravure de Daudenarde d'après une composition de Frédéric Lix.

Bismarck ne donne que trois semaines pour organiser les élections. Faute de temps, il n'y a donc presque pas de véritable campagne électorale excepté à Paris, où les comités électoraux restent très actifs. Les républicains les plus modérés, franchement hostiles à Gambetta, rejoignent parfois les listes monarchistes à la composition pourtant déjà assez confuse. Les listes républicaines sont souvent plusieurs par département, le clivage entre républicains radicaux et modérés s'avérant être souvent insurmontable. Les élections furent donc transformées en une sorte de référendum « pour ou contre la paix », et les résultats s'en ressentent clairement.
Dans les régions occupées, les réunions publiques sont interdites, et c'est l'occupant qui se charge de l'organisation des élections. En province non occupée, les préfets soutiennent les listes favorables à la capitulation. À Paris le vote est républicain. C'est Louis Blanc qui y arrive en tête, suivi de Victor Hugo, Léon Gambetta, Giuseppe Garibaldi et, en 27e position, le jeune Clemenceau. Les deux négociateurs de la paix, Adolphe Thiers et Jules Favre, n'arrivent respectivement qu'en 20e et 34e position. 37 élus du département de la Seine s'opposent au traité de paix négocié avec la Prusse, contre 6 qui le soutiennent.

## Résultats détaillés au 8 février 1871

### Résultats par partis politiques
| Parti et faction politique          | Parti et faction politique | Votes | %      | Sièges |
| ----------------------------------- | -------------------------- | ----- | ------ | ------ |
|                                     | Orléanistes                |       | 33,5   | 214    |
|                                     | Légitimistes               |       | 28,5   | 182    |
|                                     | Républicains modérés       |       | 17,5   | 112    |
|                                     | Conservateurs libéraux     |       | 11,4   | 72     |
|                                     | Radicaux intransigents     |       | 6,0    | 38     |
|                                     | Bonapartistes              |       | 3,1    | 20     |
|                                     |                            |       |        |        |
| Total                               | Total                      |       | 100,00 | 638    |
|                                     |                            |       |        |        |
| Sources : Rois et Presidents, Payot |                            |       |        |        |

### Résultats par coalitions
| Coalition | Coalition                                                | %      | Sièges |
| --------- | -------------------------------------------------------- | ------ | ------ |
|           | Conservateurs (Orléanistes, Légitimistes, Bonapartistes) | 64,60  | 416    |
|           | Républicains (Modérés, Libéraux et Radicaux)             | 35,40  | 222    |
|           |                                                          |        |        |
| Total     | Total                                                    | 100,00 | 638    |

## Analyse des résultats
Sur les 768 sièges à pourvoir, seuls 675 furent pourvus, en raison d'élections dans plusieurs départements du même candidat (principe des candidatures multiples). C'est une très nette victoire pour les royalistes, qui emportent une large majorité de sièges. Cent quatre-vingt légitimistes, très souvent des nobles de province auxquels il faut adjoindre plusieurs bourgeois, sont élus (dont une cinquantaine de « chevau-légers », héritiers des ultra-royalistes de la Seconde Restauration), en même temps que 214 orléanistes.
Côté républicain, c'est une défaite, en particulier pour le camp radical : l'Union républicaine (radicaux) de Gambetta, élu dans 8 départements, n'emporte qu'une petite quarantaine de sièges (Victor Hugo, Louis Blanc, Edgar Quinet, Giuseppe Garibaldi, Clemenceau, etc.), tandis que la Gauche républicaine (modérés) (menés par Jules Favre, Jules Ferry, Jules Grévy et Jules Simon) dépassent largement le cap des 100 élus. Restent enfin entre 70 et 80 « Libéraux », formant un centre gauche qui se convertit progressivement aux idéaux républicains, parmi lesquels on retrouve Adolphe Thiers, élu dans pas moins de 26 départements. Les bonapartistes sauvent une vingtaine de sièges dans leurs fiefs des Charentes et de la Corse, mais quatre candidats seulement s'étaient présentés sous cette étiquette.
Les campagnes, abritant encore une large majorité de la population, ont massivement voté monarchiste, tandis que les villes étaient plus favorables au camp républicain. L'âge moyen est de 53 ans et la plupart des élus sont de nouveaux venus en politique (175 seulement ont déjà été élus dans des assemblées), principalement des notables ruraux. Un tiers des nouveaux parlementaires sont des nobles : cette assemblée est la plus aristocratique que la France n'ait jamais élue. On dénombre aussi 250 gros propriétaires fonciers, méfiants à l'égard de l'autorité parisienne.
L'assemblée se réunit le 13 février à Bordeaux. Jules Grévy, républicain modéré est élu président de l'Assemblée. Le 17 février, Thiers est nommé chef du pouvoir exécutif de la République française et le 21, Thiers et Favre entament les négociations de paix avec Otto von Bismarck.

### Répartition en groupes parlementaires
Après l'élection des députés, de nouveaux groupes parlementaires sont constitués :
- Gauche républicaine (106 députés), fondé en 1871, présidé par le député modéré Gustave Humbert ;
- Centre gauche (78 députés), fondé en 1871, présidé par le député libéral Charles Rivet ;
- Union républicaine (38 députés), fondé en 1871, présidé par le député radical Léon Gambetta ;
- Fusion royale (396 députés), fondé en 1871, présidé par le député orléaniste Henri d'Orléans, duc d'Aumale ;
- Appel au peuple (20 députés), fondé en 1872, présidé par le député bonapartiste Eugène Rouher.

## Élections partielles
En raison de la pratique des candidatures multiples et de démissions (notamment celle de Victor Hugo en réaction à l'invalidation de l'élection de Garibaldi), plus d'une centaine de sièges ne sont pas pourvus à l'issue des élections de février 1871. Des élections partielles sont donc organisées le 2 juillet 1871 dans 46 départements. Or, contrairement au scrutin de février, l'écrasante majorité des députés élus sont républicains. 
Par la suite, les élections partielles destinées à pourvoir les vacances à la suite de démissions ou décès confirment ce glissement à gauche de l'électorat comme le démontre l'élection surprise à Paris le 27 avril 1873 du candidat radical Désiré Barodet contre Rémusat, un partisan de Thiers, même si en 1872, 1874 et 1875 quelques élections bonapartistes défrayent la chronique. 